# Le Boisle
Le Boisle település Franciaországban, Somme megyében. Lakosainak száma 330 fő (2022. január 1.).

## Fekvése
Le Boisle Labroye, Raye-sur-Authie, Tollent, Boufflers, Brailly-Cornehotte, Dompierre-sur-Authie, Estrées-lès-Crécy és Gueschart községekkel határos.

## Népesség
A település népességének változása:
| Lakosok száma | 378  | 364  | 363  | 363  | 354  | 343  | 333  | 333  | 330  |
|               | 2013 | 2015 | 2016 | 2017 | 2018 | 2019 | 2020 | 2021 | 2022 |